# Helena Elver
Helena Elver Hagesø (Copenhague, 1 de março de 1998) é uma jogadora de handebol dinamarquesa.

## Carreira
Elver começou sua carreira em 2015 no Hellerup IK. Em 2017, ela mudou para o clube da 1ª divisão (segunda divisão) Gudme HK. No entanto, ela perdeu grande parte da temporada devido a uma lesão no ligamento cruzado. Ela jogou aqui por um ano antes de mudar para o time de primeira divisão Aarhus United.
Dois anos depois, ela se juntou ao principal clube dinamarquês Odense Håndbold. Em 2020, ela perdeu o Campeonato Europeu de Handebol Feminino de 2020 devido à sua segunda lesão no ligamento cruzado. Em 2021, ela sofreria sua terceira lesão no ligamento. Ela venceu a liga dinamarquesa duas vezes: em 2020/2021 e 2021/2022.
Ela fez sua estreia na seleção dinamarquesa em 27 de julho de 2019. Ela também representou a Dinamarca no Campeonato Europeu Feminino de Handebol Sub-17 de 2015 na Macedônia, levando ao troféu. Elver ganhou o prêmio de melhor jogadora do torneio. No ano seguinte, ela ganhou medalhas de prata no Campeonato Mundial Feminino Juvenil da IHF de 2016 na Eslováquia.
Nos Jogos Olímpicos de Verão de 2024, em Paris, conquistou a medalha de bronze no torneio feminino do handebol, após vencer a equipe sueca por 30–25 na disputa pelo terceiro lugar.